# Gary Sheehan
Gary Sheehan (New York, 23 december 1968) is een Amerikaans autocoureur.

## Carrière
Sheehan begon zijn autosportcarrière in 1992 in de Jim Russell Racing School Formula 2000 Series voordat hij in 1995 overstapte naar het Bridgestone Racing School Formula 2000 Championship. In 1997 eindigde hij in het laatste kampioenschap als tweede. In 2000 stapte hij over naar het United States Touring Car Championship en won direct het kampioenschap in een Honda Civic. In de drie daaropvolgende jaren werd hij steeds tweede in een Subaru Impreza.
In 2004 stapte Sheehan over naar de US Grand-AM Cup, waarin hij zowel in de GS- als in de ST-klasse uitkwam. In 2006 stapte hij over naar de US Speed World Challenge. Tussen 2007 en 2012 nam hij deel aan de Global Time Attack en de 25Hours Thuderhill.
In 2014 keerde Sheehan terug naar het United States Touring Car Championship en werd in een Hyundai Genesis direct kampioen, alvorens in 2015 weer tweede te worden. In 2016 maakte hij zijn debuut in de TCR International Series tijdens het raceweekend op de Motorsport Arena Oschersleben voor het team Liqui Moly Team Engstler in een Volkswagen Golf GTI TCR en eindigde beide races als elfde.